# Yelena Yelesina
Yelena Borisovna Yelesina (em russo:  Елена Борисовна Елесина; Chelyabinsk, 4 de abril de 1970) é uma atleta e saltadora campeã olímpica russa, especialista no salto em altura. 
Aos 18 anos foi medalha de prata no Campeonato Mundial Júnior de Atletismo de 1988, em Sudbury, no Canadá. Dois anos depois, conquistou a medalha de ouro nos Goodwill Games, em Seattle, Estados Unidos, quando saltou a melhor marca da sua carreira, 2,02m. No Campeonato Mundial de Atletismo de 1991, em Tóquio, ficou com a prata com um salto de 1,98 m. Todas estas conquistas Yelena fez representando a então União Soviética.
Competindo pela Rússia após a divisão das ex-repúblicas socialistas soviéticas, ela foi novamente medalha de prata num Mundial, em Sevilha 1999. Seu grande momento na carreira veio nos Jogos Olímpicos de Sydney, em 2000, quando conquistou a medalha de ouro com a marca de 2,01 m.